# Operation Catchpole

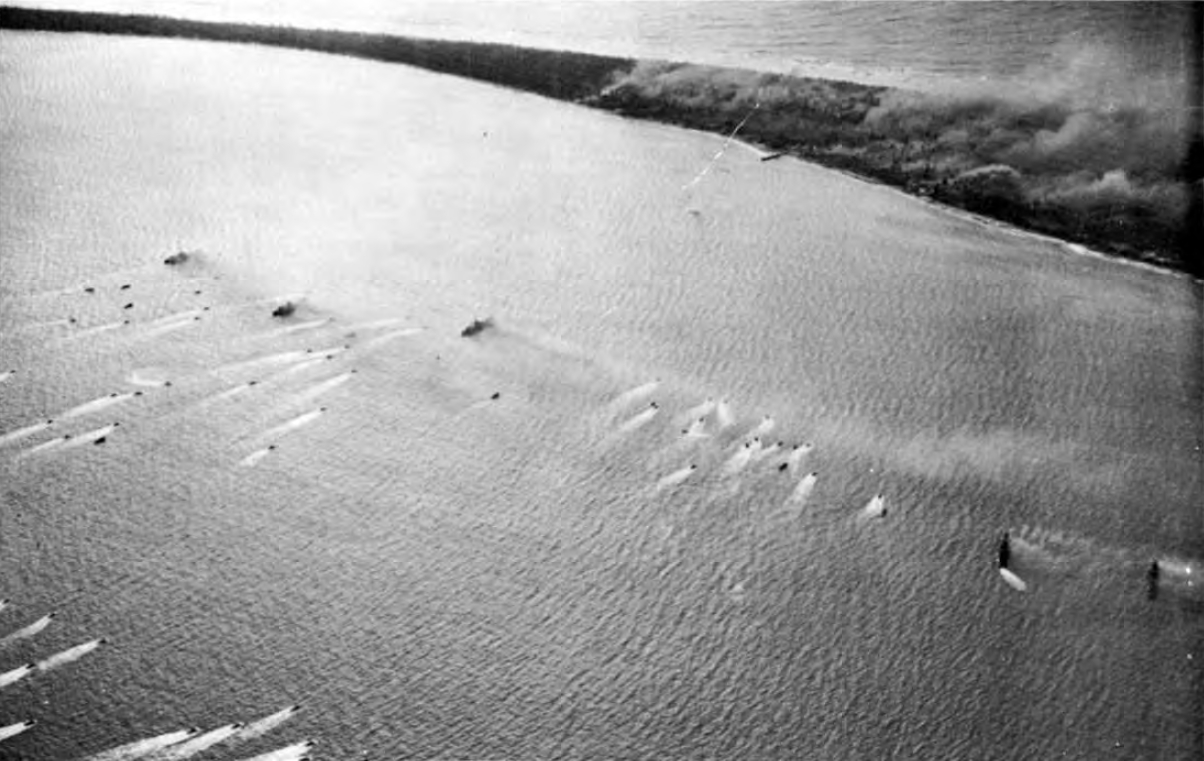
Landungsboote am 19. Februar beim Angriff auf Eniwetok

Die Operation Catchpole war ein US-amerikanisches Unternehmen im Pazifikkrieg während des Zweiten Weltkriegs zur Einnahme der Inseln Engebi, Parry und Eniwetok im Eniwetok-Atoll der Marshallinseln. Die Operation fand vom 17. bis 23. Februar 1944 statt und wird der Schlacht um die Marshallinseln zugeordnet.

## Vorbereitung
Um den Japanern die Luftunterstützung abzuschneiden, bombardierten im Vorfeld des Unternehmens sieben amerikanische Bomber am 1. Februar japanische Basen auf den Marianen. Am 17. und 18. Februar flogen die Amerikaner dann einen massiven trägergestützten Bombenangriff auf Truk (Operation Hailstone), um die Inseln vollständig zu isolieren. Dabei wurden hunderte von japanischen Flugzeugen vernichtet; fast die komplette japanische Luftflotte in diesem Gebiet. Des Weiteren versenkten die Maschinen 2 Kreuzer, 5 Zerstörer, 31 Transportschiffe und einige kleinere Einheiten.

## Ergebnis
Das Landungsunternehmen selbst begann am 17. Februar auf Engebi. Morgens um 7:00 Uhr begann die Bombardierung des Atolls durch amerikanische Bomber. Gleichzeitig wurden die nahen Inseln Canna und Camellia angegriffen, um dort schnellstmöglich Artillerie zu stationieren, da von dort aus Engebi beschossen werden konnte. Unterwassereinheiten untersuchten die strandnahen Gewässer nach Minen, wurden aber nicht fündig.
Die Task Group TG.51.11 unter dem Kommando von Konteradmiral Harry W. Hill brachte am 18. Februar 8.000 Soldaten, die sich aus der 22. Marine-Regimentskampfgruppe und 2 Bataillonen des 106. Regiments der 27. US-Infanterie Division zusammensetzten, mit 11 Transport- und 16 Landungsbooten auf die Atoll-Inseln. Nach nur sechs Stunden war Engebi eingenommen. Die Japaner hatten kaum Widerstand leisten können.

## Eniwetok

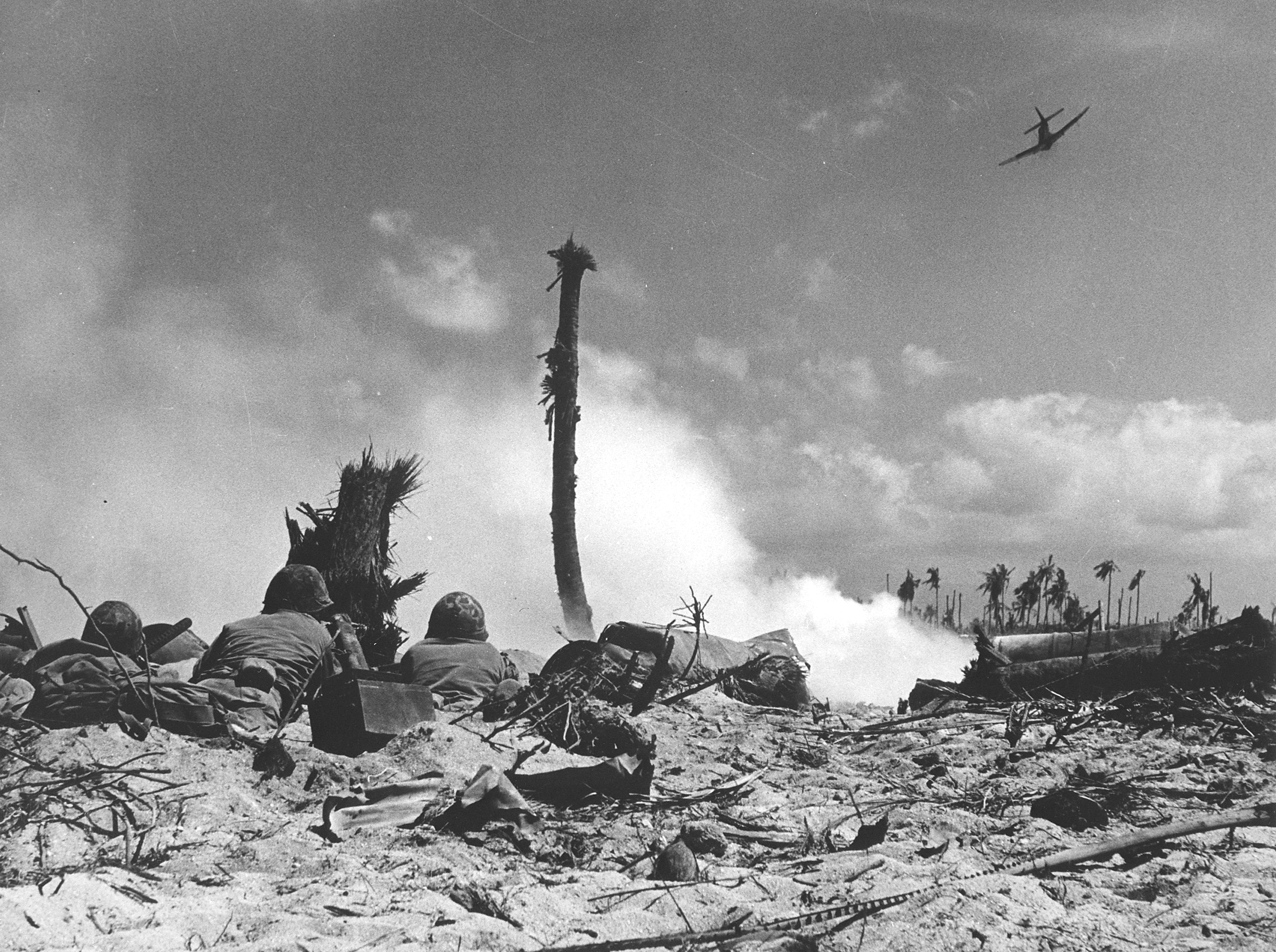
Kämpfe auf Eniwetok

Die Eniwetok-Landung fand am 19. Februar mit dem gleichen Prozedere statt. Doch hier gerieten die Landungseinheiten unter heftiges japanisches Maschinengewehrfeuer, das sie wieder an den Strand zurückwarf. Es kam vereinzelt sogar zu Kämpfen „Mann gegen Mann“ mit bloßen Händen. Eniwetok war erst am 21. Februar vollständig in amerikanischer Hand.

## Parry
Als letzte Atollinsel wurde Parry vom 17. Februar bis zum Morgen des 22. Februar von drei Seiten sturmreif geschossen; von der 104th Field Artillery auf Eniwetok, von der 2nd Separate Pack Howitzer Battalion auf der Insel Japtan und von der Seeseite von den Schlachtschiffen USS Tennessee und USS Pennsylvania, den schweren Kreuzern USS Indianapolis und USS Louisville und dem Zerstörer USS Hailey. Allein die Schiffe feuerten 900 Tonnen Granaten ab. Um 9:00 Uhr morgens am 22. Februar stürmten die Landungseinheiten dann Parry und stießen auf fast keinen japanischen Widerstand mehr. Die Insel war um 19:30 Uhr in amerikanischer Hand.

## Opfer und Folgen

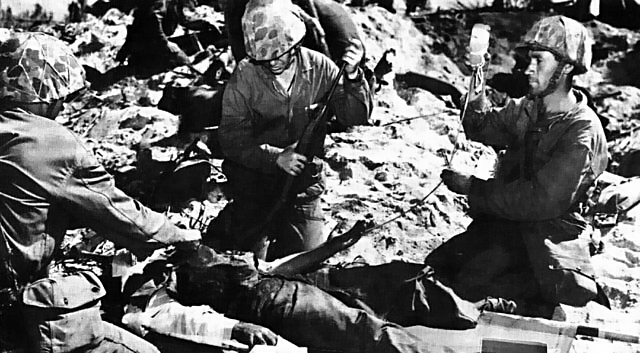
Ein verwundeter GI wird am Strand von Eniwetok versorgt

Die japanische Armee unter Generalmajor Yoshimi Nishida konnte zwar teilweise erheblichen Widerstand leisten, doch am Ende der Kämpfe gingen von den 3.431 Japanern nur 64 in amerikanische Gefangenschaft, der Rest war gefallen. Auf amerikanischer Seite gab es 262 Tote und 757 Verwundete. 77 Amerikaner gelten als vermisst.
Nach der Einnahme des Eniwetok-Atolls gelang es den Amerikanern, die östlichen Marshallinseln bis zum 14. Juni 1944 einzunehmen. Dort wurden Luftlandebasen errichtet, die noch bis weit nach dem Pazifikkrieg genutzt wurden.

## Die Seeeinheiten
Für den Schutz des Unternehmens lagen die Zerstörer USS Aylwin, USS Dale, USS Dewey, USS Farragut, USS Franks, USS Haggard, USS Halley, USS Hazelwood, USS Heerman, USS Hoel, USS Hull, USS Johnston, USS McCord, USS Monaghan und die USS Trathen vor dem Atoll.
Für die benötigte Artillerieunterstützung sorgten die Kreuzer Indianapolis, Louisville und Portland, sowie die Schlachtschiffe Colorado, Pennsylvania und Tennessee unter Konteradmiral Jesse B. Oldendorf.
Weiterhin stand die Lufteingreifgruppe unter Konteradmiral Van H. Ragsdale mit den Geleitträgern USS Chenango, USS Sangamon und USS Suwanee, sowie den Zerstörern USS Ellet, USS Hughes, USS Morris, und USS Mustin zur Verfügung.